# تپه پامیل
تپه پامیل مربوط به دوران‌های تاریخی پس از اسلام است و در شهرستان دره‌شهر، غرب رودخانه دره شهر واقع شده و این اثر در تاریخ ۱۷ بهمن ۱۳۷۹ با شمارهٔ ثبت ۳۰۴۸ به‌عنوان یکی از آثار ملی ایران به ثبت رسیده است.